# مهرجان أيام المسرح للشباب (الكويت)
مهرجان أيام المسرح للشباب بالكويت مهرجان تم تأسيسه من قبل الهيئة العامة للشباب والرياضة بدولة الكويت.

## الدورة الثانية
أعمال الدورة الثانية
- مسرحية تخاريف كتب (عرض موازي)
- مسرحية الدب (إدارة مراكز الشباب)
- مسرحية العميد (المسرح العربي)

جدول فعاليات مهرجان أيام المسرح للشباب الدورة الثانية

## الدورة الرابعة
من 22الى 30/10/2007
تحت عنوان
الفضاء المسرحي البديل
جدول الفعاليات
| عروض المهرجان  | حفل الأفتتاح وعرض مسرحية (مهرجان ايام زمان) | مسرحية (الباحثين عن)                | مسرحية (وسمية تخرج من البحر) | مسرحية (سارة)        | استراحة | مسرحية (لعبة الدبابيس)                   | مسرحية (مقهى الدراويش)         | مسرحية (سوق الجمعة)            | عرض الفيلم الشبابي (مسرح بلا جمهور)   | حفل الخنام وتوزيع الجوائز |
| -------------- | ------------------------------------------- | ----------------------------------- | ---------------------------- | -------------------- | ------- | ---------------------------------------- | ------------------------------ | ------------------------------ | ------------------------------------- | ------------------------- |
| الفرق المسرحية | مسرح الشباب                                 | مسرح دور الرعاية الأجتماعية         | فرقة المسرح الكويتي          | مسرح الرواد الأوائل  | استراحة | مسرح مراكز الشباب                        | مسرح عبد العزيز الحداد         | فرقة الجيل الواعي              | مجموعة استيج جروب (على هامش المهرجان) | مسرح الشباب               |
| مكان العروض    | مسرح الشامية                                | دور الرعاية الاجتماعية (الصليبيخات) | المسرح الكويتي (السالميه)    | بيت لوذان (السالميه) | استراحة | المعهد العالي للفنون المسرحية (السالميه) | مسرح نادي رأس الأرض (السالميه) | حديقة جمال عبد الناصر (الروضة) | نادي الكويت للسينما (المدرسة القبلية) | مسرح الشامية              |
| الوقت          | 7:30 م                                      | 7:00 م                              | 7:00 م                       | 7:00 م               | استراحة | 7:00 م                                   | 7:00 م                         | 7:00 م                         | 7:00 م                                | 7:30 م                    |

```
تقام الندوات التطبيقية لكافة العروض بمواقع العروض المختلفة بعد العرض بربع ساعة
```

## الدورة الخامسة
انطلقت فعاليات مهرجان أيام المسرح للشباب (الدورة الخامسة) في يوم الاثنين 20/10/2008
مدير المهرجان
- عبد الله عبد الرسول

مساعد مدير المهرجان
- الأستاذ محمد الزلزلة

المنسق العام للمهرجان
- الأستاذ علي كمال

مخرج حفل الأفتتاح والختام
- المخرج عبد الله البدر

مدير عام الإنتاج
- السيد سعد الفلاح

أعضاء لجنة التحكيم
- الفنانة القديرة / سعاد عبد الله رئيس لجنة التحكيم
- الفنان / أحمد مساعد
- الدكتور / فهد السليم
- الفنان / سعود الفرج
- الناقدة / ليلى احمد
- المخرج / منقذ السريع
- المخرج / محمد دحام الشمري

المكرمون
- الفنانة القديرة / حياة الفهد
- الفنان / عبد الرحمن العقل
- الفنان / داوود حسين
- الفنان / أحمد السلمان
- الكاتب المسرحي / سليمان الحزامي
- الدكتور / محمد مبارك بلال
- الفنان القدير / دخيل الدخيل
- الناقد / عبدالستار ناجي
- الناقد / عبدالمحسن الشمري
- الفنان / عبد الناصر الزاير

العروض المسرحية المشاركة بالمهرجان
| اليــوم والتاريخ | الاثنــين 20/10                   | الثلاثاء 21/10       | الأربعاء 22/10         | الخميـس 23/10         | الجمعة 24/10                       | السبت 25/10               | الاحـد 26/10           | الاثنين 27/10         | الثلاثــاء 28/10                | الاربعــاء 29/10              | الخميس 30/10 | الجمعة 31/10 |
| ---------------- | --------------------------------- | -------------------- | ---------------------- | --------------------- | ---------------------------------- | ------------------------- | ---------------------- | --------------------- | ------------------------------- | ----------------------------- | ------------ | ------------ |
| العروض المسرحية  | حفل الأفتتاح وعرض مسرحية (الكراج) | مسـرحية (بين صخرتين) | مسـرحية (الانكسار)     | مسـرحية (حلم العشاق)  | مسـرحية (حوار بين كمبيو والأصدقاء) | مسـرحية (المدينة الوردية) | مسـرحية (خطر)          | مسـرحية (انسوا هاملت) | مسـرحية (انتظارات)              | مسـرحية (الحفرة)              | اسـتراحـة    | حفـل الختـام |
| الفرق المسـرحية  | فرقـة (مسرح الشباب)               | فرقـة (مسرح الشباب)  | فرقـة (المسرح الجامعي) | فرقـة (المسرح العربي) | فرقـة (المسرح الشعبي)              | فرقـة (مسرح مراكز الشباب) | فرقـة (لوياك المسرحية) | فرقـة (الخليج العربي) | مسـرح (هارموني للإنتاج المسرحي) | فرقـة (الجيل الواعي المسرحية) | استراحـة     | حفل الختام   |

- أيام المسرح للشباب (المسرح دوت كوم)